# Pacto do Ulster

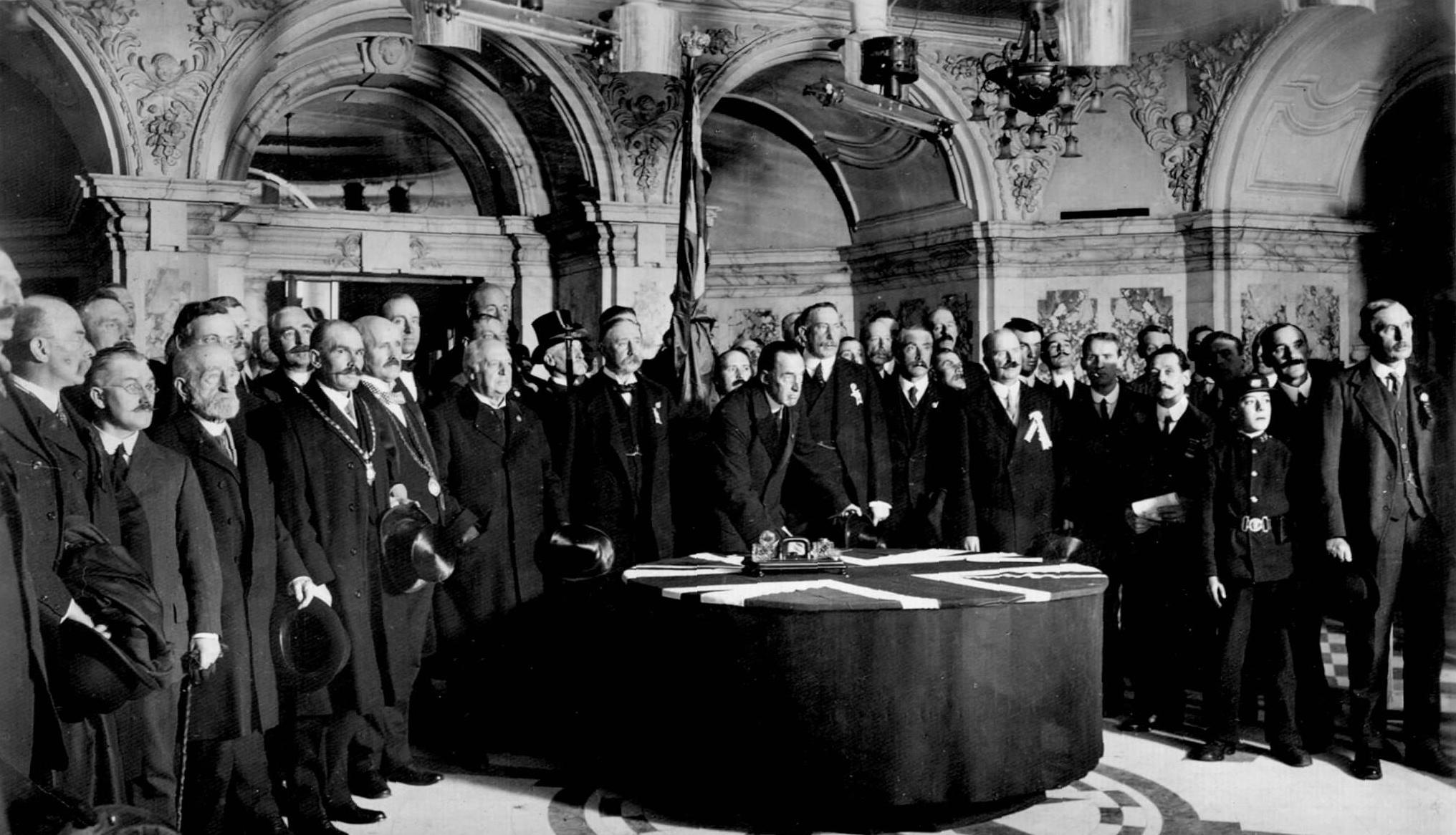
Sir Edward Carson assinando a Liga e Pacto Solene

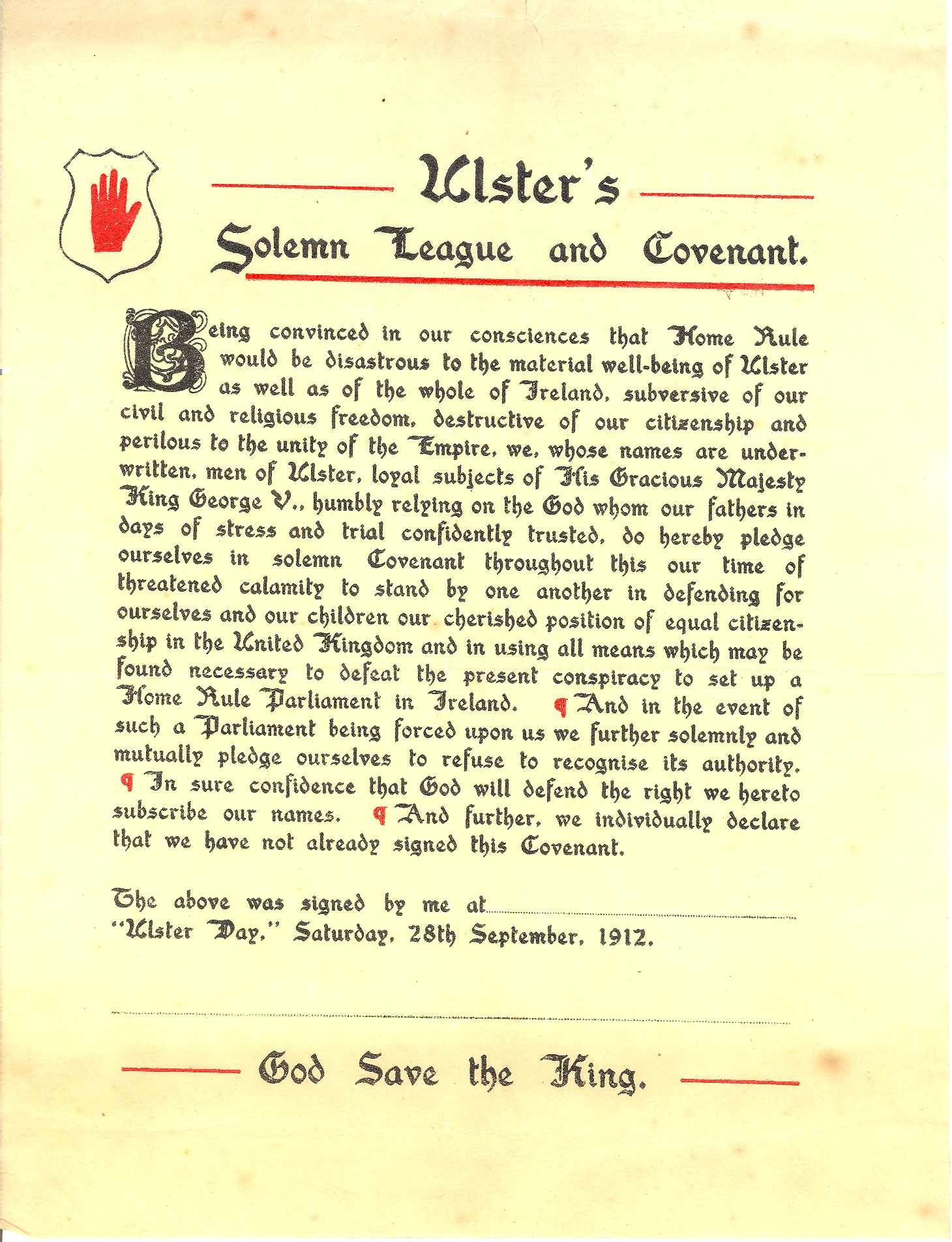
Pacto do Ulster

A Liga e Pacto Solene do Ulster, comumente conhecido como Pacto do Ulster, foi assinado por quase 500 000 pessoas em e antes de 28 de setembro de 1912, em protesto contra o Terceiro Projeto de Lei do Governo Interno introduzido pelo governo britânico no mesmo ano.

## Assinatura
O Pacto foi redigido pela primeira vez por Thomas Sinclair, um proeminente sindicalista e empresário de Belfast. Sir Edward Carson foi a primeira pessoa a assinar o Pacto na Prefeitura de Belfast com uma caneta de prata seguido pelo 6º Marquês de Londonderry (o ex-Lorde Tenente da Irlanda), representantes das igrejas protestantes e, em seguida, por Sir James Craig. Os signatários, 471 414 ao todo eram todos contra o estabelecimento de um parlamento Home Rule em Dublin. O Pacto do Ulster é imortalizado no poema de Rudyard Kipling "Ulster 1912". Em 23 de setembro de 1912, o Conselho Unionista do Ulster votou a favor de uma resolução comprometendo-se com o Pacto.

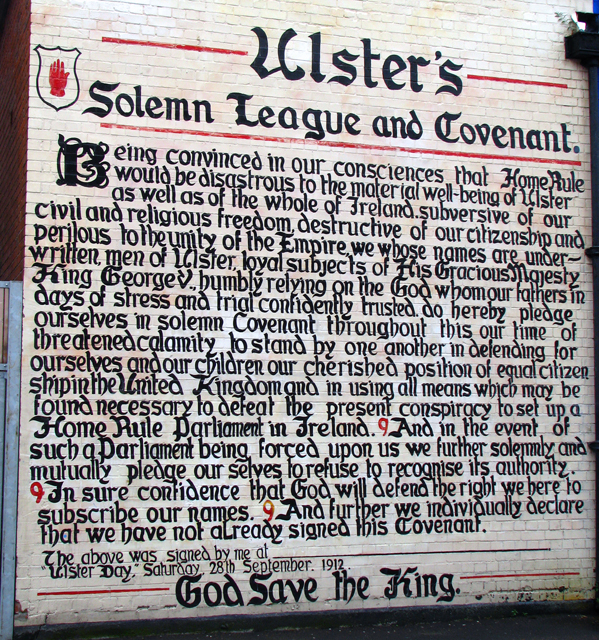
O Covenant em um mural na Thorndyke Street, Belfast

O Pacto tinha duas partes básicas: o Pacto assinado por 237 368 homens e a Declaração assinada por 234.046 mulheres. Tanto o Pacto quanto a Declaração são mantidos pelo Escritório de Registros Públicos da Irlanda do Norte (PRONI). Está disponível uma base de dados pesquisável em linha no sítio Web do PRONI
Em janeiro de 1913, os Voluntários do Ulster pretendiam recrutar 100 000 homens com idades entre 17 e 65 anos que haviam assinado o Pacto como uma milícia unionista.
Um Pacto Britânico, semelhante ao Pacto do Ulster em oposição ao Home Rule Bill, recebeu dois milhões de assinaturas em 1914.
28 de setembro é hoje conhecido como "Dia do Ulster" para os sindicalistas.

## The Covenant(para homens)
ESTANDO CONVENCIDOS em nossas consciências de que o Home Rule seria desastroso para o bem-estar material do Ulster, bem como de toda a Irlanda, subversivo de nossa liberdade civil e religiosa, destrutivo de nossa cidadania e perigoso para a unidade do Império, nós, cujos nomes estão subscritos, homens do Ulster, súditos leais de Sua Graciosa Majestade o Rei George V., confiando humildemente no Deus em quem nossos pais em dias de estresse e provação confiaram com confiança, nos comprometemos em pacto solene, durante todo este nosso tempo de calamidade ameaçada, a apoiar uns aos outros na defesa, para nós e nossos filhos, nossa querida posição de cidadania igual no Reino Unido, e no uso de todos os meios que possam ser considerados necessários para derrotar a presente conspiração para estabelecer um governo doméstico Parlamento na Irlanda. E no caso de tal Parlamento nos ser imposto, comprometemo-nos ainda solene e mutuamente a recusar reconhecer a sua autoridade. Com certeza de que Deus defenderá o direito, assinamos nossos nomes.

Além disso, declaramos individualmente que ainda não assinamos este Pacto

## The Declaration(para as mulheres)
Nós, cujos nomes estão subscritos, mulheres do Ulster e súditos leais de nosso gracioso rei, firmemente convencidos de que o Home Rule seria desastroso para o nosso país, desejamos nos associar aos homens do Ulster em sua oposição intransigente ao Home Rule Bill agora perante o Parlamento, pelo qual se propõe expulsar o Ulster de seu querido lugar na Constituição do Reino Unido, e colocá-la sob o domínio e controle de um Parlamento na Irlanda.

Orando para que desta calamidade Deus salve a Irlanda, assinamos nossos nomes.

## Disputa de sangue
A assinatura de Frederick Hugh Crawford foi reivindicada por ele como tendo sido escrita com sangue. No entanto, isso é contestado. Com base nos resultados de um teste forense que ele realizou em setembro de 2012 no PRONI, o Dr. Alastair Ruffell, da Queen's University Belfast, afirmou que tem 90% de certeza de que a assinatura não é sangue. A assinatura de Crawford foi injetada com uma pequena quantidade de luminol; Esta substância reage com o ferro na hemoglobina do sangue para produzir um brilho azul-esbranquiçado. O teste é muito sensível e pode detectar pequenos traços mesmo em amostras antigas. A assinatura de Crawford ainda é uma rica cor vermelha hoje, o que seria improvável se fosse sangue. No entanto, alguns sindicalistas não estão convencidos pelas evidências.

## Natal Covenant
O Pacto do Ulster foi usado como modelo para o "Pacto de Natal", assinado em 1955 por 33 000 natalianos descendentes de britânicos contra a intenção do governo nacionalista sul-africano de declarar a União uma república. Foi assinado na Prefeitura de Durban - vagamente baseada na de Belfast, de modo que a cena do Ulster foi quase exatamente reproduzida.

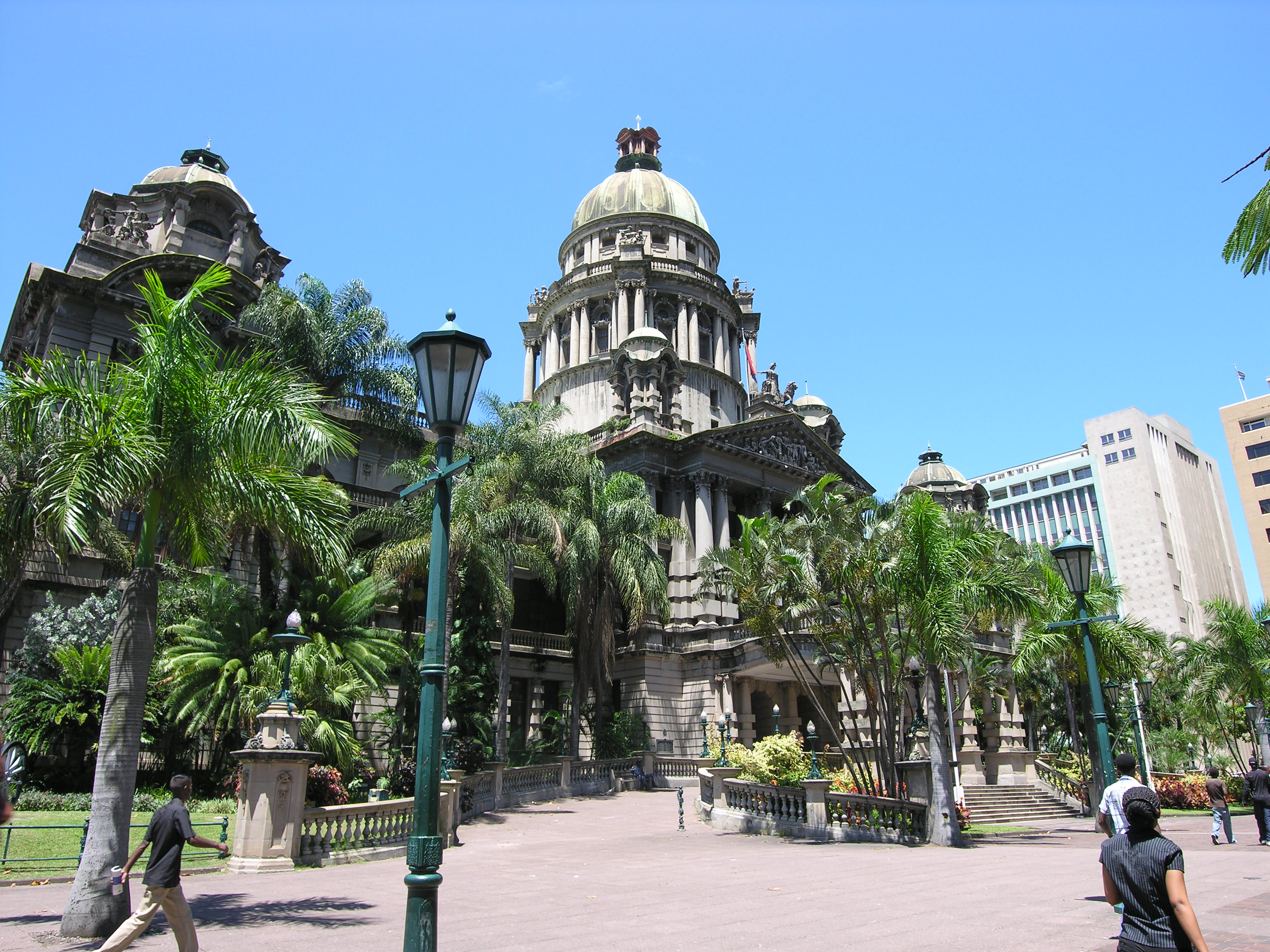
Prefeitura de Durban

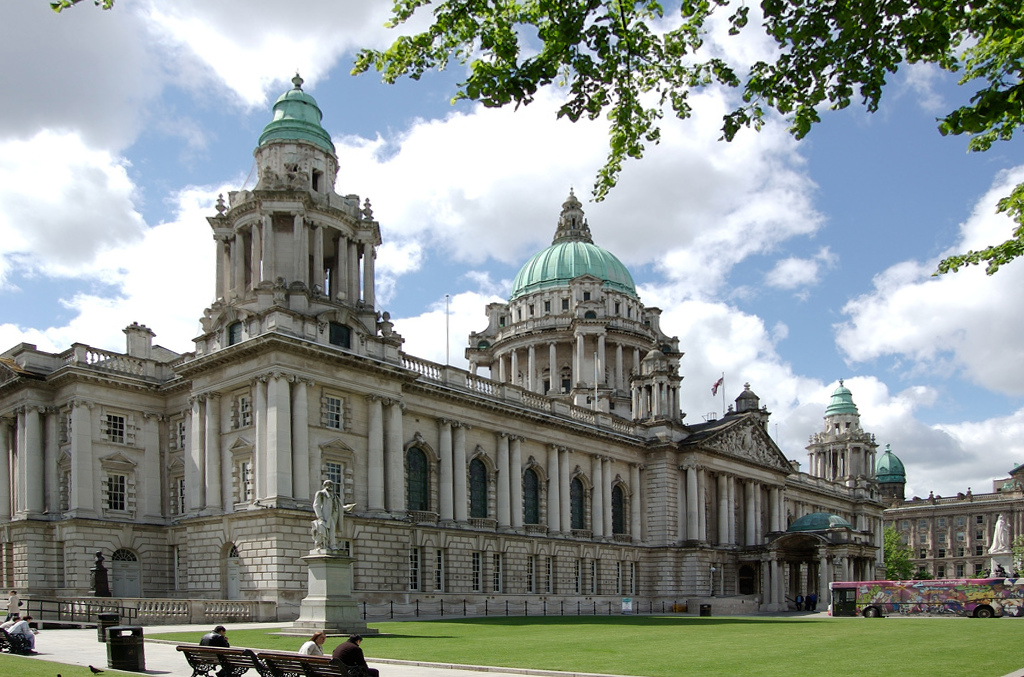
Prefeitura de Belfast

Estando convencidos em nossas consciências de que uma república seria desastrosa para o bem-estar material de Natal, bem como de toda a África do Sul, subversiva de nossa liberdade e destrutiva de nossa cidadania, nós, cujos nomes estão subscritos, homens e mulheres de Natal, súditos leais de Sua Graciosa Majestade a Rainha Elizabeth II, nos comprometemos em pacto solene, durante todo este nosso tempo de ameaça de calamidade, para apoiar uns aos outros na defesa da Coroa e no uso de todos os meios que possam ser considerados possíveis e necessários para derrotar a intenção atual de estabelecer uma república na África do Sul. E no caso de uma república ser imposta a nós, nós nos comprometemos solene e mutuamente a nos recusar a reconhecer sua autoridade. Com certeza de que Deus defenderá o direito, assinamos nossos nomes. DEUS SALVE A RAINHA.

## References
1. ↑  Hourican, Bridget (2009). «Sinclair, Thomas». In:  McGuire, James; Quinn, James. Dictionary of Irish Biography. Cambridge: Cambridge University Press
2. ↑  PRONI. «The Ulster Covenant: Ulster Day». Consultado em 29 de setembro de 2012
3. ↑  «The Ulster Covenant». Government of Northern Ireland. 2015. Consultado em 28 de setembro de 2020
4. ↑  PRONI – Historical Topics Series: 5
5. ↑  «The 1912 Ulster Covenant by Joseph E.A. Connell Jr». 6 de março de 2013
6. ↑  «Ulster Volunteer Force». South Belfast Friends of the Somme Association. Consultado em 29 de setembro de 2012
7. ↑  «18,000 loyalists expected for 'Ulster Day' march to commemorate UVF formation». Belfasttelegraph – via www.belfasttelegraph.co.uk
8. ↑  «Fred Crawford 'blood signature' legend challenged». BBC News Website. 27 de setembro de 2012. Consultado em 29 de setembro de 2012
9. ↑  Jeffery, Keith (1996). An Irish Empire?: Aspects of Ireland and the British Empire. [S.l.]: Manchester University Press. pp. 199–201. ISBN 9780719038730